# Peter Meinert-Nielsen
Peter Meinert-Nielsen, nacido el 24 de mayo de 1966 en Grenaa, es un ciclista danés ya retirado que fue profesional de 1991 a 2000. Tras su retirada se convirtió en director deportivo del conjunto Fakta y también del equipo Designa Køkken hasta 2010.

## Palmarés
| 1987 - Campeonato de Dinamarca Contrarreloj 1988 - Campeonato de Dinamarca Contrarreloj 1989 - Campeonato de Dinamarca Contrarreloj - 1 etapa de la Vuelta a Suecia | 1995 - 3º en el Campeonato de Dinamarca de ciclismo en ruta 1997 - 3º en el Campeonato de Dinamarca Contrarreloj 1998 - 2.º en el Campeonato de Dinamarca Contrarreloj |

## Resultados en las grandes vueltas
| Carrera         | 1991 | 1992 | 1993 | 1994 | 1995 | 1996 | 1997 | 1998 | 1999 | 2000 |
| --------------- | ---- | ---- | ---- | ---- | ---- | ---- | ---- | ---- | ---- | ---- |
| Giro de Italia  | 84.º | -    | -    | -    | Ab.  | -    | -    | -    | -    | -    |
| Tour de Francia | -    | Ab.  | -    | Ab.  | -    | -    | 49.º | 45.º | Ab.  | -    |
| Vuelta a España | -    | -    | 19.º | 25º  | 31.º | 20.º | Ab.  | 85.º | -    | -    |
| Mundial en Ruta | -    | -    | -    | -    | -    | -    | -    | -    | -    | -    |

-: no participa